# Бенишангул-Гумуз
Бенишангул-Гумуз (амх. ቤንሻንጉል-ጉምዝ - Benishangul-Gumuz), једна је од 11 федералних субјеката (етничких региона) у Савезној Демократској Републици Етиопији. Налази се на западу државе. Обухвата површину од 50.699 км² и има око 784.345 становника (2007). Насељеност територије је је 13,23 становника по км².
Главни и највећи град је Асоса.

## Демографија
Најбројнију етничку групу региона чини нилско-сахарски народ Берта (25,41%), а по бројности га следе семитски народ Амхара (21,69%), нилско-сахарски народ Гумуз (20,88%) и кушитски народ Оромо (13,55%). У региону нема већинске религије и становништво је углавном састављено од муслимана (44,98%), православних хришћана (33,3%) и протестаната (13,53%).